# Filtre Gabor

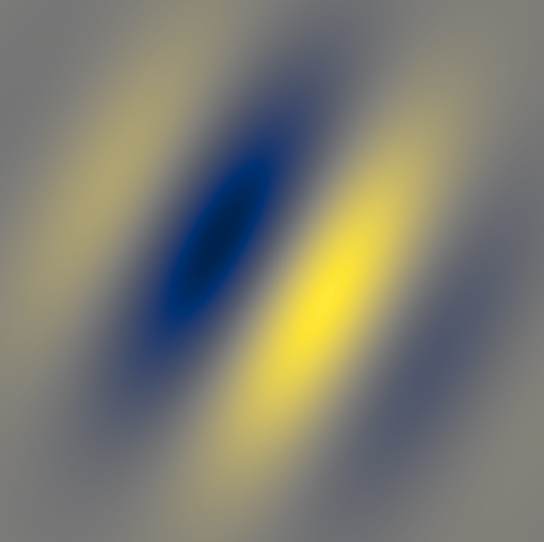
Exemple de filtre Gabor bidimensional

En el processament d'imatges, un filtre Gabor, que porta el nom de Dennis Gabor, que el va proposar per primer cop com a filtre 1D. El filtre Gabor va ser generalitzat per primera vegada a 2D per Gösta Granlund, afegint una direcció de referència. El filtre Gabor és un filtre lineal utilitzat per a l'anàlisi de textures, la qual cosa significa essencialment que analitza si hi ha algun contingut de freqüència específic a la imatge en direccions específiques en una regió localitzada al voltant del punt o regió d'anàlisi. Molts científics de la visió contemporanis afirmen que les representacions de freqüència i orientació dels filtres Gabor són similars a les del sistema visual humà. S'ha trobat que són especialment adequats per a la representació i la discriminació de textures. En el domini espacial, un filtre Gabor 2D és una funció del nucli gaussià modulada per una ona plana sinusoïdal (vegeu transformada de Gabor).
Alguns autors afirmen que les cèl·lules simples de l'escorça visual del cervell dels mamífers es poden modelar mitjançant funcions de Gabor. Així, alguns creuen que l'anàlisi d'imatges amb filtres Gabor és similar a la percepció del sistema visual humà.

## Definició
La seva resposta a l'impuls es defineix per una ona sinusoïdal (una ona plana per a filtres Gabor 2D) multiplicada per una funció gaussiana. A causa de la propietat de multiplicació-convolució (teorema de convolució), la transformada de Fourier de la resposta d'impuls d'un filtre de Gabor és la convolució de la transformada de Fourier de la funció harmònica (funció sinusoïdal) i la transformada de Fourier de la funció gaussiana. El filtre té un component real i un altre imaginari que representen direccions ortogonals. Els dos components es poden formar en un nombre complex o utilitzar-se individualment.
Complex
{\displaystyle g(x,y;\lambda ,\theta ,\psi ,\sigma ,\gamma )=\exp \left(-{\frac {x'^{2}+\gamma ^{2}y'^{2}}{2\sigma ^{2}}}\right)\exp \left(i\left(2\pi {\frac {x'}{\lambda }}+\psi \right)\right)}
Real
{\displaystyle g(x,y;\lambda ,\theta ,\psi ,\sigma ,\gamma )=\exp \left(-{\frac {x'^{2}+\gamma ^{2}y'^{2}}{2\sigma ^{2}}}\right)\cos \left(2\pi {\frac {x'}{\lambda }}+\psi \right)}
Imaginari
{\displaystyle g(x,y;\lambda ,\theta ,\psi ,\sigma ,\gamma )=\exp \left(-{\frac {x'^{2}+\gamma ^{2}y'^{2}}{2\sigma ^{2}}}\right)\sin \left(2\pi {\frac {x'}{\lambda }}+\psi \right)}
on {\displaystyle x'=x\cos \theta +y\sin \theta } i {\displaystyle y'=-x\sin \theta +y\cos \theta }.
En aquesta equació, {\displaystyle \lambda } representa la longitud d'ona del factor sinusoïdal, {\displaystyle \theta } representa l'orientació de la normal a les franges paral·leles d'una funció de Gabor, {\displaystyle \psi } és el desplaçament de fase, {\displaystyle \sigma } és el sigma/desviació estàndard de l'embolcall gaussià i {\displaystyle \gamma } és la relació d'aspecte espacial i especifica l'el·lipticitat del suport de la funció de Gabor.

## Espai Wavelet

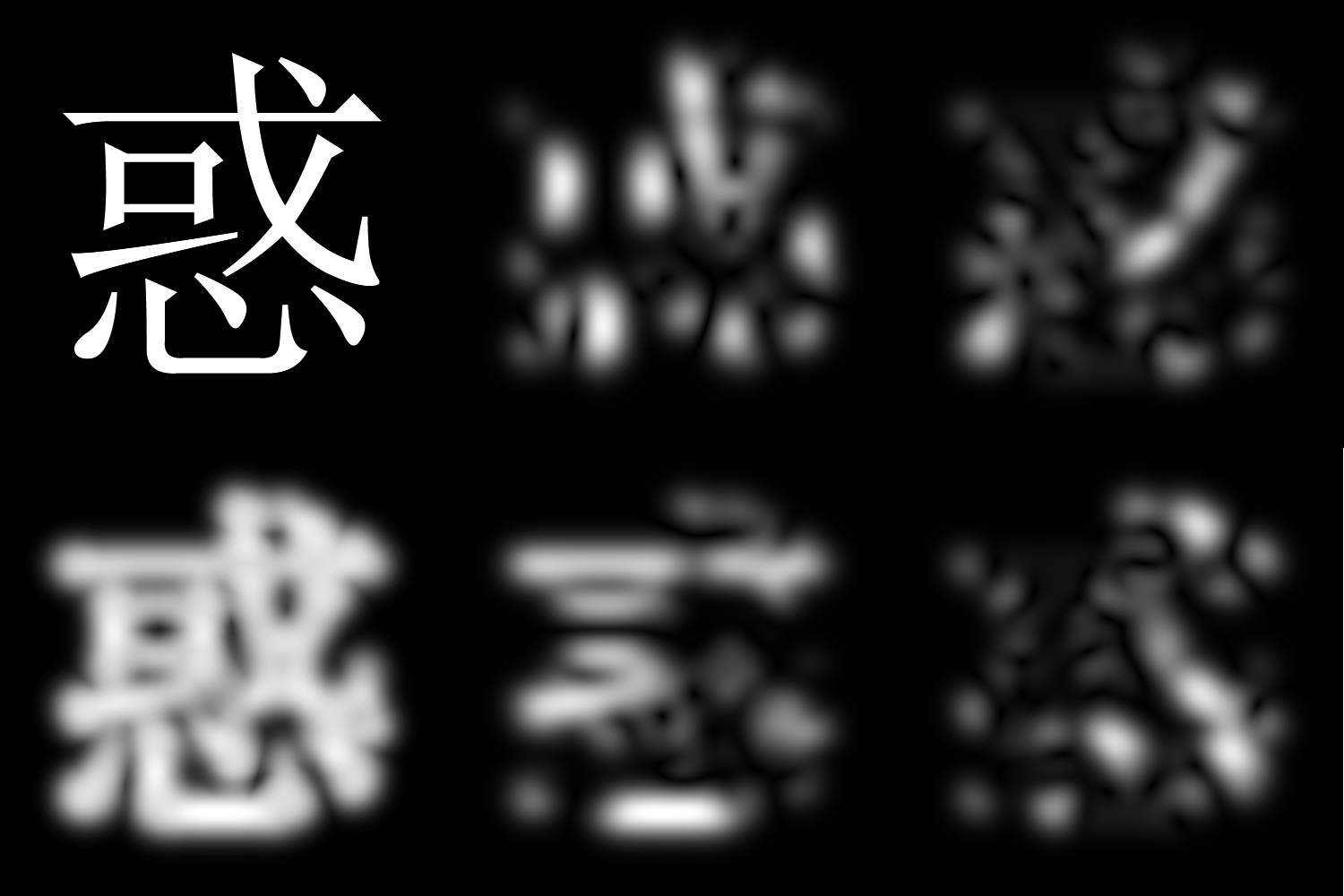
Demostració d'un filtre Gabor aplicat a l'OCR xinès. Es mostren quatre orientacions a la dreta 0°, 45°, 90° i 135°. La imatge del personatge original i la superposició de les quatre orientacions es mostren a l'esquerra.

Els filtres Gabor estan directament relacionats amb les ones de Gabor, ja que es poden dissenyar per a una sèrie de dilatacions i rotacions. Tanmateix, en general, l'expansió no s'aplica a les ones de Gabor, ja que això requereix el càlcul d'onades bi-ortogonals, que pot ser molt llarg. Per tant, normalment, es crea un banc de filtres format per filtres Gabor amb diverses escales i rotacions. Els filtres es convolucionen amb el senyal, donant lloc a un espai anomenat Gabor. Aquest procés està estretament relacionat amb els processos de l'escorça visual primària. Jones i Palmer van demostrar que la part real de la funció complexa de Gabor s'adapta bé a les funcions de pes del camp receptiu que es troben a les cèl·lules simples de l'escorça estriada d'un gat.

## Anàleg temps-causal del filtre Gabor
Quan es processen senyals temporals, no es pot accedir a les dades del futur, la qual cosa comporta problemes si s'intenta utilitzar les funcions de Gabor per processar senyals en temps real que depenen de la dimensió temporal. A s'ha desenvolupat un anàleg causal de temps del filtre de Gabor basat en la substitució del nucli gaussià a la funció de Gabor per un nucli causal de temps i recursiu en el temps conegut com a nucli límit causal de temps. D'aquesta manera, l'anàlisi temps-freqüència basada en l'extensió de valors complexos resultant del nucli límit de temps causal permet capturar transformacions essencialment similars d'un senyal temporal a les que pot fer el filtre de Gabor, i tal com pot descriure el grup Heisenberg, vegeu per a més detalls.

## Extracció de característiques de les imatges
Un conjunt de filtres Gabor amb diferents freqüències i orientacions pot ser útil per extreure funcions útils d'una imatge. En el domini discret, els filtres Gabor bidimensionals estan donats per,
{\displaystyle G_{c}[i,j]=Be^{-{\frac {(i^{2}+j^{2})}{2\sigma ^{2}}}}\cos(2\pi f(i\cos \theta +j\sin \theta ))}
{\displaystyle G_{s}[i,j]=Ce^{-{\frac {(i^{2}+j^{2})}{2\sigma ^{2}}}}\sin(2\pi f(i\cos \theta +j\sin \theta ))}
on B i C són factors normalitzadors per determinar.
Els filtres Gabor 2D tenen aplicacions riques en el processament d'imatges, especialment en l'extracció de característiques per a l'anàlisi i la segmentació de textures. {\displaystyle f} defineix la freqüència que es busca a la textura. Al variar {\displaystyle \theta }, podem buscar textura orientada en una direcció determinada. Al variar {\displaystyle \sigma }, canviem el suport de la base o la mida de la regió de la imatge que s'està analitzant.

## Aplicacions dels filtres Gabor 2D en el processament d'imatges
En el processament d'imatges de documents, les funcions de Gabor són ideals per identificar el guió d'una paraula en un document multilingüe. S'han utilitzat filtres Gabor amb diferents freqüències i orientacions en diferents direccions per localitzar i extreure regions només de text d'imatges de documents complexes (tant en gris com en color), ja que el text és ric en components d'alta freqüència, mentre que les imatges són de naturalesa relativament suau. També s'ha aplicat per al reconeixement d'expressions facials Els filtres Gabor també s'han utilitzat àmpliament en aplicacions d'anàlisi de patrons. Per exemple, s'ha utilitzat per estudiar la distribució de la direccionalitat dins de l'os trabecular esponjós porós de la columna vertebral. L'espai Gabor és molt útil en aplicacions de processament d'imatges com ara el reconeixement òptic de caràcters, el reconeixement de l'iris i el reconeixement d'empremtes digitals. Les relacions entre les activacions per a una ubicació espacial específica són molt distintives entre els objectes d'una imatge. A més, es poden extreure activacions importants de l'espai Gabor per tal de crear una representació d'objectes escassa.